# Paris-Bourges 1922
Paris-Bourges 1922 est la 3e édition de la course cycliste française Paris-Bourges se déroulant le 6 août 1922 entre Suresnes (Seine) et Bourges (Cher), sur une distance de 271 kilomètres.
La course est remportée par le Français Marcel Godard.

## Présentation
Après une interruption entre 1918 et 1921, et alors que la course avait déjà été organisée en 1913 et 1917, la troisième édition organisée par le comité du Cher de l'Union vélocipédique de France se déroule au mois d'août 1922 entre Suresnes et Bourges. Elle est soutenue par le parrainage du journal quotidien sportif Français L'Auto. 

### Parcours

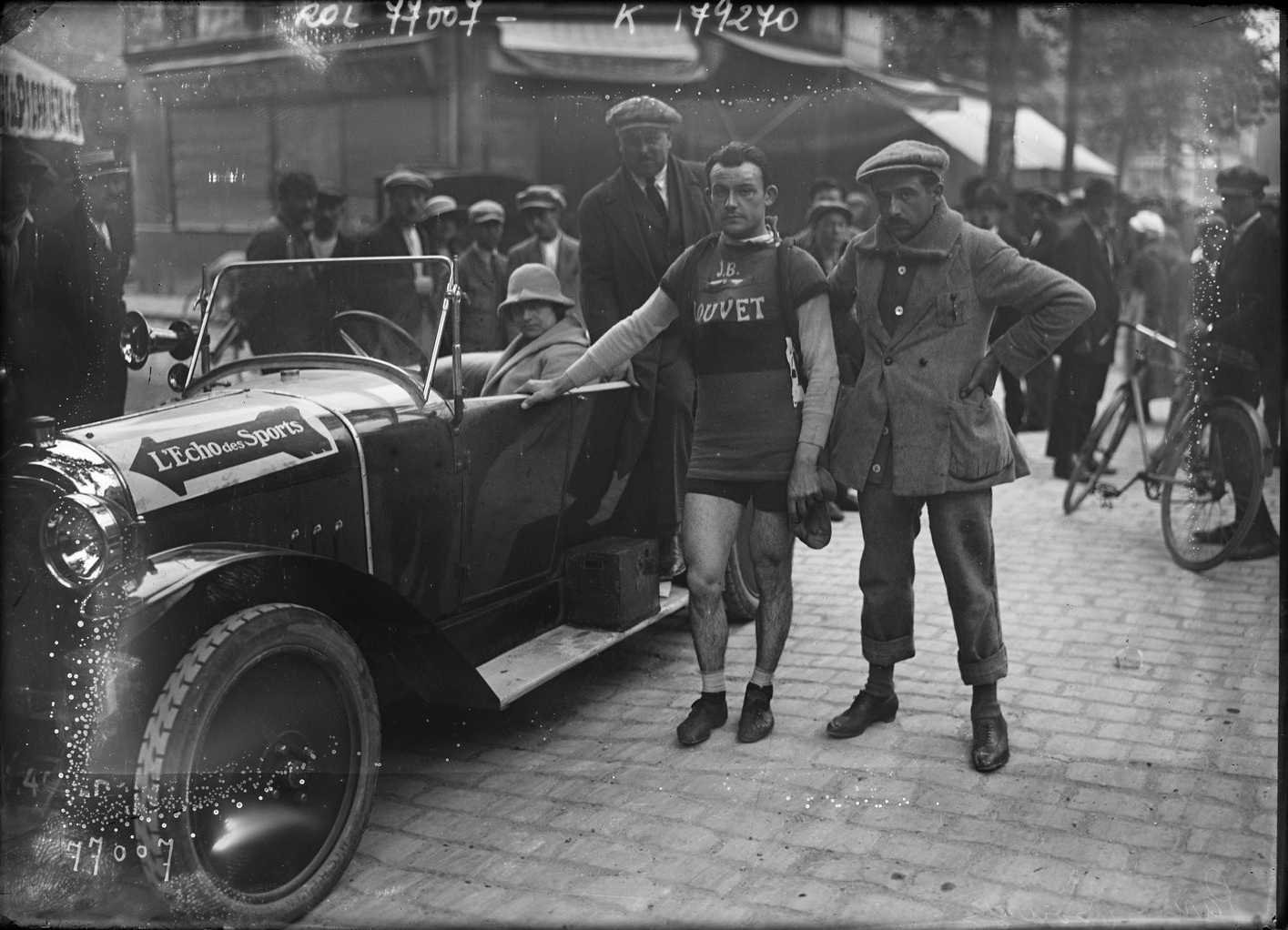
Un coureur au départ de Suresnes sur une photographie de l'Agence Rol.

La course s'élance de Suresnes dans le département de la Seine puis rejoint la Seine-et-Oise à Versailles, puis Rochefort et l'Eure-et-Loir à Chartres.
Les coureurs rejoignent le Loiret à Artenay puis traverse la préfecture Orléans et passe dans le Loir-et-Cher à Salbris.
La course rejoint finalement le Cher à  Vierzon puis Mehun-sur-Yèvre avant d'arriver à Bourges sur le vélodrome Tivoli.

## Déroulement de la course

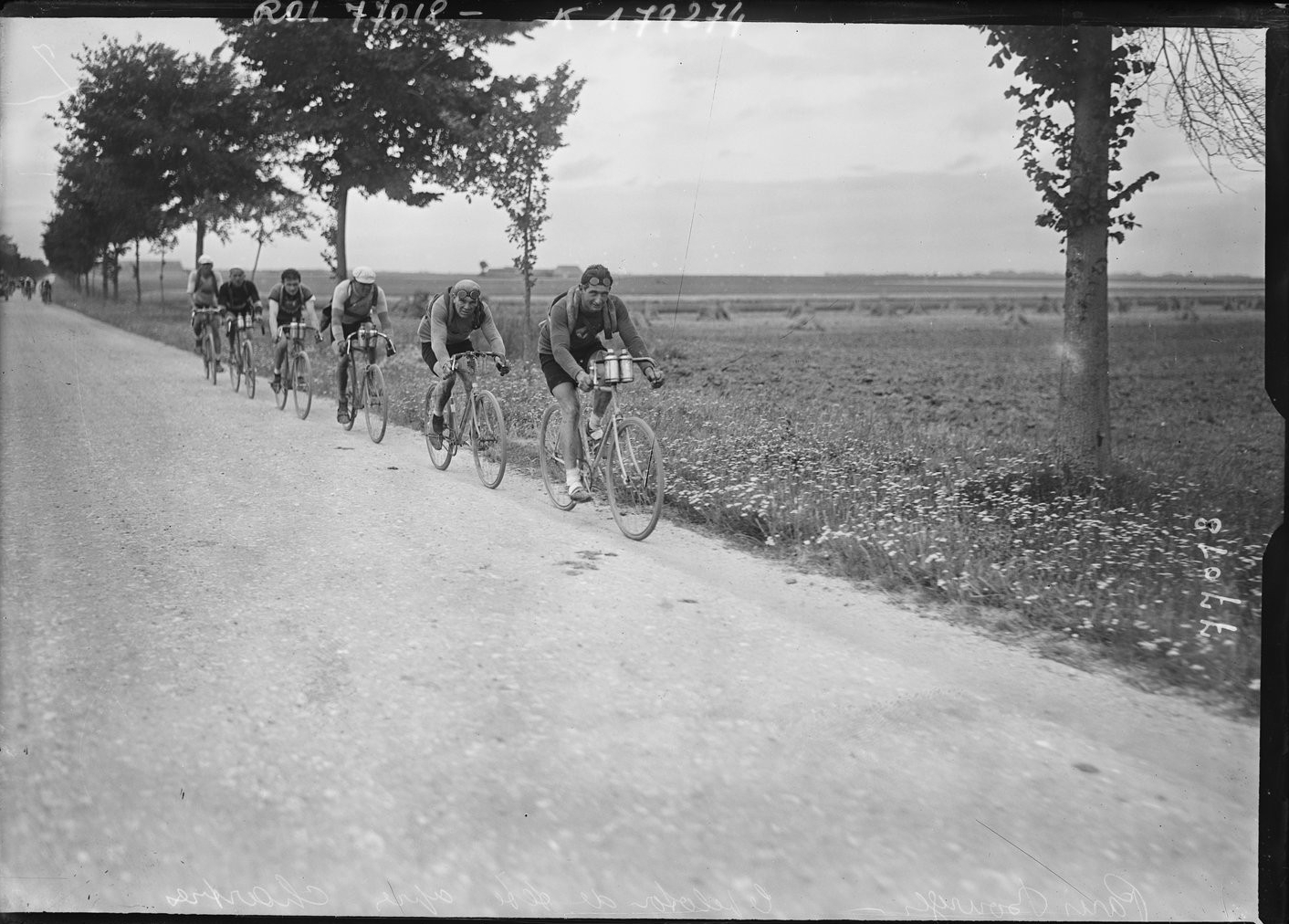
Le peloton de tête après Chartres sur une photographie de l'Agence Rol.

Quarante-deux coureurs s'élancent à 7h10 de Suresnes au Pavillon-Bleu.
Dès le départ, un lot de plusieurs coureurs s'échappent du peloton.
Le groupe d'échappés formé de 10 coureurs rejoint Chartres à 10h38.
L'arrivée est jugée sur le vélodrome Tivoli à Bourges où le Français Marcel Godard se présente seul. Il effectue les quatre tours réglementaires et remporte la course. Il est suivi à trois minutes par son compatriote Jean Hillarion retardé par plusieurs crevaisons.

## Classement final
| \| Classement général \| Classement général \| Classement général \| Classement général \| Classement général \| \| Coureur \| Coureur \| Pays \| Équipe \| Temps \| \| ------------------ \| ------------------ \| ------------------ \| ------------------ \| ------------------ \| \| 1er \| Marcel Godard \| France \| \| 10 h 32 min 00 s \| \| 2e \| Jean Hillarion \| France \| \| + 3 min 00 s \| \| 3e \| Omer Beaugendre \| France \| \| + 5 min 00 s \| \| 4e \| Paul Lesault \| France \| \| + \| \| 5e \| Charles Parel \| Suisse \| \| + \| \| 6e \| Roger Lacolle \| France \| \| + \| \| 7e \| Adolphe Thiers \| France \| \| + \| \| 8e \| Henri Girard \| France \| \| + \| \| 9e \| Jean Garby \| France \| \| + \| \| 10e \| Corneille Faurant \| France \| \| + \| |                   |        |        |                  |
| |                   |        |        |                  |
| |                   |        |        |                  |
| Classement général |                   |        |        |                  |
| Coureur | Coureur           | Pays   | Équipe | Temps            |
| 1er | Marcel Godard     | France |        | 10 h 32 min 00 s |
| 2e | Jean Hillarion    | France |        | + 3 min 00 s     |
| 3e | Omer Beaugendre   | France |        | + 5 min 00 s     |
| 4e | Paul Lesault      | France |        | +                |
| 5e | Charles Parel     | Suisse |        | +                |
| 6e | Roger Lacolle     | France |        | +                |
| 7e | Adolphe Thiers    | France |        | +                |
| 8e | Henri Girard      | France |        | +                |
| 9e | Jean Garby        | France |        | +                |
| 10e | Corneille Faurant | France |        | +                |